# Kupang
Kupang (indonezijski: Kota Kupang) je sjedište i najveći grad pokrajine Istočnih Malih sundskih otoka u Indoneziji. U gradu živi 450,000 stanovnika (2015.). Površina grada je 180,27 kilometara četvornih. Grad se nalazi na sjeverozapadnom dijelu otoka Timora.